# Уго Пальяї
Уго Пальяї (італ. Ugo Pagliai, нар. 13 листопада 1937) — італійський актор та актор озвучення.

## Життя і кар'єра
У 1958 році Пальяї вступив до Національної академії драматичного мистецтва, а на початку 1960-х років розпочав кар'єру на сцені. Вперше він став відомим у 1969 році, завдяки схваленій критиками п'єсі Джузеппе Фіни «Росс».
У 1971 році він мав великий успіх, виконавши головну роль у міні-серіалі Даніеле Д'Анза, «Il segno del comando» (укр. «Знак командира»), а потім з'явився в ряді інших успішних телесеріалів RAI, часто зрежисованих Д'Анца. Здебільшого він активно виступає на сцені, часто зі своєю дружиною Паолою Гассман, донькою акторів Вітторіо Ґассмана та Нори Річчі. У 1988 році Паяї отримав премію Флаяно за свою кар'єру.

## Вибрана фільмографія

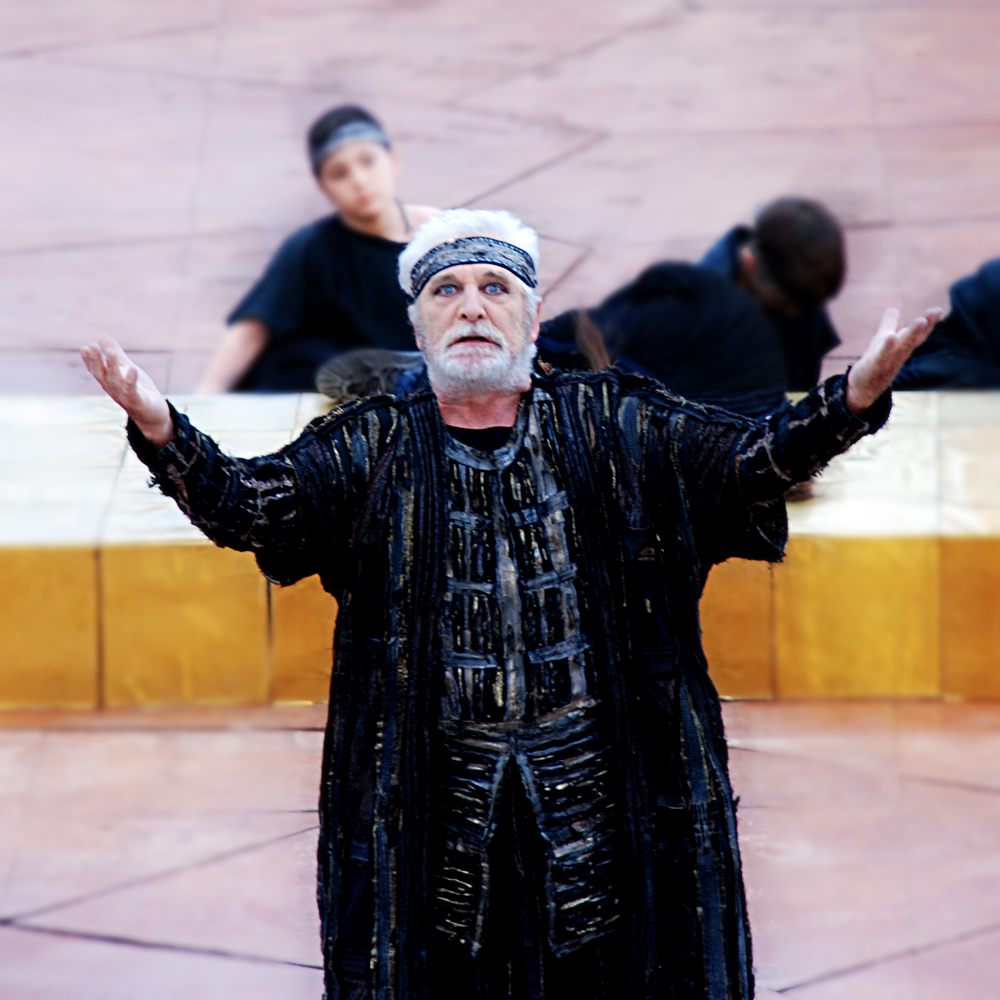
Пальяї виступає в Грецькому театрі Сіракуз у 2007 році

- I complessi (1963) — Failed Applicant (сегмент «Guglielmo il Dentone») (в титрах не указан)
- Da Berlino l'apocalisse (1967)
- Jerk à Istambul (1967) — Ральф
- Орел або решка (1969) — Бертон
- O Cangaceiro (1970) — Вінченцо Хелфен
- Guardami nuda (1972) — Карло
- Червона дама вбиває сім разів (1972) — Мартін Гоффман
- La gagazza dalla pelle di luna (1974) — Альберто
- Доки шлюб не розлучить нас (1974) — Руджеро ді Македа
- Nuits Rouges (1974) — Поль де Боррего
- Di padre in figlio (1982) — самого себе
- Екран-убивця (1996) — Комісар Валенті
- Bagnomaria (1999) — Мер
- I giorni dell'amore e dell'odio (2001) — підполковник Бардж
- Father of Mercy[en] (2004) — кардинал Шустер
- Family Game (2007) — професор Мороні
- Сільвіо та інші (2018) — Майк Бонджорно